# مالیخولیای عزیزم
مالیخولیای عزیزم (انگلیسی: My Dear Melancholy) نخستین آلبوم چندآهنگه (ئی‌پی) خوانندهٔ کانادایی د ویکند است. این ئی‌پی در ۳۰ مارس ۲۰۱۸ از طریق ایکس‌او و ریپابلیک رکوردز منتشر شد. بخش عمدهٔ این ئی‌پی توسط فرانک دوکس تهیه شده‌است و از مشارکت سایر هنرمندان از جمله مایک ویل مید ایت، اسکریلکس و گی-مانوئل دو اومم-کریستو از دفت پانک برخوردار است.
مالیخولیای عزیزم به عنوان بازگشت به سبک تاریک کارهای قبلی ویکند مانند سه‌گانه (۲۰۱۲) و سرزمین بوسه (۲۰۱۳) توصیف شده‌است. این ئی‌پی با تک‌آهنگ اصلی «اسممو صدا بزن» پشتیبانی شد. مالیخولیای عزیزم به‌طور کلی نقدهای مطلوبی را دریافت کرد و در شماره یک بیلبورد ۲۰۰ ایالات متحده قرار گرفت.